# Несія Фердман
Несія Фердман (нар. 23 квітня 1974 року, м. Козятин, Вінницька обл.) — українсько-ізраїльська психологиня, бізнес-коуч, авторка методології «Сходи Несії: система розвитку особистості» та книги «Піднесення до себе».

## Біографія

### Освіта
Першу освіту здобула за спеціальністю облік та аудит в Українському державному університеті залізничного транспорту в Києві, де навчалася з 1993 по 1998 рік. Після цього продовжила навчання в Навчальному педагогічному університеті імені М.П. Драгоманова, вивчаючи практичну психологію з 1998 по 2000 рік.
У 1999 році пройшла курс з фасилітації у професійних психологів з Чиказького університету (США), співпрацюючи з «Проект Кешер» — жіночою єврейською організацією. У 2008 році вона навчалася в Центрі Мелтона Єврейського університету в Єрусалимі, на програмі для єврейських лідерів.
У 2011—2012 роках пройшла два курси в центрі особистого та ділового розвитку «Humaniation holding». З 2012 по 2013 рік вивчала коучинг на основі єврейської філософії в школі для персональних консультантів та фасилітаторів «Kavana» під керівництвом Моти Векслера, співпрацюючи з Центром неформальної єврейської освіти «Меламедія».
У 2024 році закінчила навчання в Міжнародному університеті розвитку коучингу «CoachinUP», де здобула сертифікацію професійного коуча міжнародного рівня з акредитацією за стандартами Міжнародної федерації коучингу.

### Кар'єра
У 1993—1995 роках працювала головною бухгалтеркою у відділі соціальної служби для молоді та сім'ї в державній адміністрації Козятинського району. У 1995 році відкрила комп'ютерний клас для навчання жінок у м. Козятин.
З 1997 по 2002 рік працювала в жіночій єврейській організації «Проект Кешер» на посаді директора програм. Її діяльність була зосереджена на розробці та впровадженні лідерських програм, проєктів із захисту прав жінок, підвищення їхньої комп'ютерної грамотності. Також займалася фандрейзингом для організації в США.
З 2002 року працювала в Інституті вивчення юдаїзму під керівництвом рабина Адіна Штейнзальца. З 2004 по 2005 рік очолювала програму з вивчення єврейської культури –  «Байт ле мідраш». Протягом 2005—2014 років була директором центру неформальної єврейської освіти «Меламедія», працювала з єврейськими громадами СНД і займалася фандрейзингом для організації.
У 2010 році репатріювалася до Ізраїлю та оселилася в Єрусалимі. Там брала участь в розробці програми «Масса-Меламедія» для коучингу молоді з СНД. Продовжувала очолювати Центр «Меламедія», для підготовки керівників єврейських організацій. Співпрацювала з такими єврейськими організаціями, як ЄА «Сохнут», «Гілель», БФ «Джойнт» та іншими.
У 2012 році створила власну школу коучингу, в якій випустила 10 груп (Єрусалим, Київ). Розробила та впровадила курс про цінності для старшокласників у єврейських школах, створила курс «Йесод» для консультантів сімейних пар для єврейських громад в Україні. Провела понад 30 програм «Пробудження сили» та «Якість життя» для людей з СНД в Ізраїлі.
З 2019 року до 2022 рік вела подкаст про принципи, якість життя, спадок.
У 2020 році запатентувала свою методологію, а у 2021 році опублікувала книгу російською мовою «Лестница имени себя». У 2023 році видала переклад книги українською мовою — «Піднесення до себе».

## Методологія і публікації

### Методологія
Методологія «Сходи Несії» становить собою поетапний опис процесу проходження етапів розвитку, від несвідомих дій до прагнення, до призначення і містить підказки до успішного просування на шляху розвитку.
Методологія ґрунтується на практичних дослідженнях авторки, які тривали 11 років. Дослідження охоплювали понад 50 програм (фокус-груп) з участю понад 1200 осіб.
Методологія Несії Фердман — система розвитку людини «Сходи Несії» (V.Q.I systems) є інтелектуальною власністю і захищена авторським свідоцтвом на території України. ЇЇ було запатентовано у 2020 році.
Методологію було покладено в основу книги «Піднесення до себе».

### Книга
Книга Несії Фердман — «Піднесення до себе» базується на її авторській методології розвитку. Вперше була видана у 2021 році.
Книга побудована на концепції спіральних сходів, що символізують процес розвитку та руху до реалізації свого призначення. Головна тема книги — свобода вибору, яка виступає центральною віссю, на якій тримаються три основні щаблі. Перший щабель стосується цінностей, принципів, сильних сторін та роботи з перешкодами. Другий присвячений якості життя, його базовим складовим та створенню власного коду якості життя. Третій щабель зосереджений на формуванні та розумінні власної спадщини.
Книга поєднує в собі теоретичну та практичну складові. Кожен розділ містить теоретичні пояснення та практичні методики з питаннями для самостійного застосування.
У 2023 році було видано переклад книги українською мовою.

## Особисте життя
Одружена. Має дочку.